# La Vie ou la Mort
Pour plus de détails, voir Fiche technique et Distribution.
La Vie ou la Mort est un film muet français réalisé par Louis Feuillade et sorti en 1912.

## Fiche technique
- Titre : La Vie ou la Mort
- Réalisation : Louis Feuillade
- Scénario : Louis Feuillade
- Société de production : Société des Établissements L. Gaumont
- Pays de production :  France
- Langue : film muet avec les intertitres en français
- Format : Noir et blanc — 35 mm — 1,33:1 — Muet
- Métrage : 510 m
- Genre :
- Durée : 17 minutes
- Dates de sortie : 
  - France : novembre 1912
  - États-Unis : 28 janvier 1913

## Distribution
- Renée Carl
- Yvonne Mariaud
- René Navarre
- Paul Manson